# 田中聖
田中聖（1985年11月5日—），日本傑尼斯事務所前藝人及KAT-TUN前成員。出身於日本千葉縣，畢業於私立堀越学园高等学校。2013年10月9日，田中聖因嚴重違規被傑尼斯事務所解約而脫離團體。2014年10月1日組成樂團INKT並擔任主唱。
2017年5月25日，田中聖因車內有大麻的花朵，被東京警方以違反大麻取締法之現行犯罪名逮捕；同年6月，因證據不足故檢方最終不起訴田中。
2022年6月因再被搜出藏有興奮劑被判緩刑3年，但不足10日，他再度涉毒被捕，演藝生涯早已玩完。
2023年2月田中聖戴上手扣被押往千葉地方裁判院，裁判官對他短短9日再度被捕認為難以原諒，案件在本月初結案陳辭後，田中最終被檢控方求刑兩年，其違反興奮劑使用法罪名成立，即時入獄1年4個月。
現在，田中聖以個人身份繼續從事地下樂隊活動，並於2020年2月開始Youtube Channel田中家ch【田中聖】 ，影片主題多元豐富，也常與家中三弟田中彪 一起合作拍攝影片。

## 曾參與團體
- B.I.G.
- B.B.A.
- KAT-TUN
- INKT（日语：INKT）

## 音樂作品
- 在全部KAT-TUN作品中以JOKER名義負責Rap的填詞

### 個人曲
- REAL7
- King of HipHop road.R-16～to baby～
- SHORTY
- Make U Wet ~(收錄於專輯「cartoon KAT-TUN II You」)
- PARASITE (收錄於單曲「DON'T U EVER STOP」的初回限定盤2)
- PIERROT (收錄於專輯「Break the Records -by you & for you- )
- I DON'T MISS U（收錄於單曲「Going!」的初回限定盤2）
- Make U Wet ~CHAPTER 2~ (收錄於專輯「NO MORE PAIИ」的初回限定盤)
- DANGEROUS CAT ～MAKE ME WET～（收錄於專輯「CHAIN」）
- BLACK OR WHITE（收錄於單曲「不滅のスクラム」的通常盤初回式樣）

## 演出作品

### 電影
- 『Colorful』（2000年10月7日上映）（主演）

- 『大奧～永遠～【右衛門·綱吉篇】』（2012年12月22日上映）（飾演玉榮）

- 『サンブンノイチ （页面存档备份，存于）』三分之一：逆轉賭局(2014年4月1日上映)（飾演 小島一徳)

### 連續劇

#### CD出道前（Jr.時代）
- 『新・恐怖星期天』第2集   （日本電視台、  1999年10月10日）
- 『新・恐怖星期天』第13集（完結篇）（日本電視台、  1999年12月26日）
- 『天使消失的街道』-- 川島 聖（日本電視台、2000年4月12日-6月28日）
- 『Neverland』-- 岩槻 繁久 （TBS、2001年7月6日-9月14日）

#### CD出道後
- 『MY☆BOSS MY☆HERO』-- 真鍋和彌（日本電視台、 2006年7月8日-9月16日）6年7月～9月）
- 『唯一的愛（たったひとつの恋）』-- 草野甲（日本電視台、 2006年10月14日-12月16日）
- 『特急田中3號』-- 田中一郎（TBS、2007年4月13日-6月22日）（首次擔任主角）
- 『必殺仕事人2009』-- 仕立て屋の匳（朝日電視台、2009年4月24日-6月26日）
- 『大奧 ～誕生【有功．家光篇】』-- 玉榮（TBS、2012年10月12日－12月14日）

### 單元劇

#### CD出道前（Jr.時代）
- 『熱血戀愛道』case5:處女座的B型男孩（日本電視台  1999年2月7日）
- 『恐怖星期天』第7集（日本電視台 1999年8月22日）（主演）
- 『恐怖星期天』第9集（日本電視台 1999年9月4日）（主演）
- 『恐怖星期天〜新章〜』第2集（日本電視台 1999年10月10日）
- 『恐怖星期天〜新章〜』第13集（日本電視台 1999年12月26日）
- 『恐怖星期天〜2000〜』第20集（日本電視台 2000年11月19日）
- 『age』-- age（NHK 2000年7月20日）
- 『マッハブイロクbig大作戦!』（富士電視台 2000年7月26日）
- 『史上最惡約會』the 14th Dates：懼貓男與愛貓少女篇 -- 小山 憲一（日本電視台 2001年3月11日）（主演）
- 『金田一少年事件簿～吸血鬼傳説殺人事件～』-- 高橋（日本電視台2005年9月24日）

#### CD出道後
- 『たくさんの愛をありがとう』 -- 吉村良太 （日本電視台 2006年4月4日）
- 新春特別劇「白虎隊」-- 篠田儀三郎（朝日電視台 2007年1月6日・7日）
- 『離婚シンドローム 离婚症候群』 -- 小林明 （日本電視台 2010年6月30日)
- 『必殺仕事人2010』-- 仕立て屋の匳（朝日電視台 2010年7月10日)
- 『必殺仕事人2012』-- 仕立て屋の匳（朝日電視台 2012年2月19日)

### 舞台劇
- SHOCK is Real Shock - 堂本光一主演(2003)
- Summary - NEWS VS KAT-TUN (2004)
- DREAM BOY - 座長:瀧澤秀明 (2005)
- DREAM BOYS - 関ジャニ∞共同出演 (2006)
- DREAM BOYS - 與龜梨和也共同出演 (2007)
- DREAM BOYS - 與龜梨和也、中丸雄一共同出演 (2011)

### 演唱會
- 2002：歌迷至聖～夏CON（回應55萬人的愛）
- 2003：台場大冒險
- 2004：2005海賊帆（破100場）
- 2005：Looking KAT-TUN（3月春con、6月追加con、8月追追加con）
- 2006：KAT-TUN Spring Concert（Debut Concert+春con）
- 2007：TOUR 2007 cartoon KAT-TUN II You
- 2008：KAT-TUN LIVE TOUR 2008 QUEEN OF PIRATES
- 2009：KAT-TUN SUMMER '09 Break the Records Tour
- 2010：KAT-TUN LIVE TOUR 2010 (PART1: ARENA TOUR ,PART2: WORLD BIG TOUR)

### 廣告
- LOTTE 「CRUNKY」巧克力棒 (2002～)
- LOTTE 「PLUSＸ」口香糖 (2004～)
- 大塚製藥 「オロナミンＣ」提神飲料 (2005)
- Rohto製薬「もぎたて果実」護脣膏 (2005)
- Rohto製薬「Ｃキューブシリーズ」隱形眼鏡藥水 (2005)
- NTT DoCoMo 「FOMA 902i」手機 (2005~2006)
- Rohto製藥 「OXY（オキシー）」男性用化妝品 (2006)（與赤西仁共同演出）
- スカイパーフェク・コミュニケーションズ「SKY PerfecTV!」(2006)
- NTT DoCoMo 「new 9 シリーズ」（2006年）
- NTT DoCoMo「FOMA903i」（2006年）

### 廣播
- KAT-TUN STYLE（田中聖・田口淳之介 主持、ニッポン放送）

日本播放時間：每週一～週四 23:50～24:00
2011年10月7日改至每週五23:40～24:00。

## 獎項
- 2006年：第50回日劇學院賞 助演男優賞（My Boss My Hero）